# Phytomyza albiceps
Phytomyza albiceps este o specie de muște din genul Phytomyza, familia Agromyzidae, descrisă de Johann Wilhelm Meigen în anul 1830.
Este endemică în California. Conform Catalogue of Life specia Phytomyza albiceps nu are subspecii cunoscute.